# Commissione Affari sociali della Camera dei deputati
La Commissione permanente XII Affari sociali è un organo della Camera dei deputati della Repubblica italiana, istituito a partire dalla X legislatura della Repubblica Italiana con la riorganizzazione delle competenze delle Commissioni Lavoro - assistenza e previdenza sociale - cooperazione e Igiene e sanità pubblica.

## Funzione
La XII Commissione ha competenza per i disegni di legge riguardanti la materia sulle politiche di tutela della famiglia, dell'infanzia e degli anziani, sulle attività socialmente utili svolte da soggetti privati non a fini di lucro, sulla sanità, su problemi socio-sanitari e sulle questioni relative alle implicazioni sociali delle nuove tecnologie medico-biologiche.

## Composizione
La Commissione è composta da 27 deputati (di cui due segretari, due vicepresidenti e un presidente) scelti in modo omogeneo tra i componenti della Camera dei deputati, in modo da rispecchiarne le forze politiche presenti. Essi sono scelti dai gruppi parlamentari (e non dal Presidente, come invece accade per l'organismo della Giunta parlamentare): per la nomina dei membri ciascun Gruppo, entro cinque giorni dalla propria costituzione, procede, dandone comunicazione alla Presidenza della Camera, alla designazione dei propri rappresentanti nelle singole Commissioni permanenti.
Ogni deputato chiamato a far parte del governo o eletto presidente della Commissione è, per la durata della carica, sostituito dal suo gruppo nella Commissione con un altro deputato, che continuerà ad appartenere anche alla Commissione di provenienza. Tranne in rari casi nessun Deputato può essere assegnato a più di una Commissione permanente. Le Commissioni permanenti sono rinnovate dopo il primo biennio della legislatura ed i loro componenti possono essere confermati, ma i gruppi parlamentari possono cambiare i propri membri autonomamente in qualsiasi momento, sostituendoli, aggiungendoli o rimuovendoli, modificando di conseguenza anche il numero totale dei componenti della Commissione.

## Presidenti
| N°                 | Presidente | Presidente | Presidente                 | Gruppo parlamentare                               | Mandato         | Mandato         | Legislatura  |
| N°                 | Presidente | Presidente | Presidente                 | Gruppo parlamentare                               | Inizio          | Fine            | Legislatura  |
| ------------------ | ---------- | ---------- | -------------------------- | ------------------------------------------------- | --------------- | --------------- | ------------ |
| XII Affari sociali |            |            |                            |                                                   |                 |                 |              |
| 1                  |            |            | Giorgio Bogi (1929)        | Repubblicano                                      | 4 agosto 1987   | 15 ottobre 1991 | X (1987)     |
| 2                  |            |            | Lino Armellin (1935-2018)  | Democratico cristiano - Partito Popolare Italiano | 17 giugno 1992  | 14 aprile 1994  | XI (1992)    |
| 3                  |            |            | Roberto Calderoli (1956)   | Lega Nord                                         | 25 maggio 1994  | 8 maggio 1996   | XII (1994)   |
| 4                  |            |            | Marida Bolognesi (1952)    | Democratici di Sinistra - L'Ulivo                 | 4 giugno 1996   | 29 maggio 2001  | XIII (1996)  |
| 5                  |            |            | Giuseppe Palumbo (1940)    | Forza Italia                                      | 21 giugno 2001  | 27 aprile 2006  | XIV (2001)   |
| 6                  |            |            | Mimmo Lucà (1953)          | Partito Democratico-L'Ulivo                       | 6 giugno 2006   | 28 aprile 2008  | XV (2006)    |
| -                  |            |            | Giuseppe Palumbo (1940)    | Popolo della Libertà                              | 12 maggio 2008  | 14 marzo 2013   | XVI (2008)   |
| 7                  |            |            | Pierpaolo Vargiu (1957)    | Scelta Civica per l'Italia                        | 7 maggio 2013   | 20 luglio 2015  | XVII (2013)  |
| 8                  |            |            | Mario Marazziti (1952)     | Democrazia Solidale-Centro Democratico            | 21 luglio 2015  | 22 marzo 2018   | XVII (2013)  |
| 9                  |            |            | Marialucia Lorefice (1980) | MoVimento 5 Stelle                                | 21 giugno 2018  | 12 ottobre 2022 | XVIII (2018) |
| 10                 |            |            | Ugo Cappellacci (1960)     | Forza Italia - Berlusconi Presidente - PPE        | 9 novembre 2022 | in carica       | XIX (2022)   |

## Composizione nella XIX legislatura (2022 -in corso)
Elenco dei membri ad aprile 2024
| Gruppo parlamentare                                  | Gruppo parlamentare                                                          | Deputato                            |
| ---------------------------------------------------- | ---------------------------------------------------------------------------- | ----------------------------------- |
|                                                      | Forza Italia - Berlusconi Presidente - PPE                                   | Ugo Cappellacci (presidente)        |
|                                                      | Fratelli d'Italia                                                            | Luciano Ciocchetti (vicepresidente) |
|                                                      | Alleanza Verdi e Sinistra                                                    | Luana Zanella (vicepresidente)      |
|                                                      | Partito Democratico - Italia Democratica e Progressista                      | Paolo Ciani (segretario)            |
|                                                      | Fratelli d'Italia                                                            | Carlo Maccari (segretario)          |
| Francesco Maria Salvatore Ciancitto                  | Fratelli d'Italia                                                            |                                     |
| Chiara Colosimo                                      | Fratelli d'Italia                                                            |                                     |
| Elisabetta Christiana Lancellotta                    | Fratelli d'Italia                                                            |                                     |
| Maddalena Morgante                                   | Fratelli d'Italia                                                            |                                     |
| Matteo Rosso                                         | Fratelli d'Italia                                                            |                                     |
| Marta Schifone (in sostituzione di Marcello Gemmato) | Fratelli d'Italia                                                            |                                     |
| Imma Vietri                                          | Fratelli d'Italia                                                            |                                     |
|                                                      | Partito Democratico - Italia Democratica e Progressista                      | Marco Furfaro                       |
| Gian Antonio Girelli                                 | Partito Democratico - Italia Democratica e Progressista                      |                                     |
| Ilenia Malavasi                                      | Partito Democratico - Italia Democratica e Progressista                      |                                     |
| Nico Stumpo                                          | Partito Democratico - Italia Democratica e Progressista                      |                                     |
|                                                      | Lega - Salvini Premier                                                       | Arianna Lazzarini                   |
| Simona Loizzo                                        | Lega - Salvini Premier                                                       |                                     |
| Simonetta Matone (in sostituzione di Vannia Gava)    | Lega - Salvini Premier                                                       |                                     |
| Massimiliano Panizzut                                | Lega - Salvini Premier                                                       |                                     |
|                                                      | MoVimento 5 Stelle                                                           | Carmen Di Lauro                     |
| Andrea Quartini                                      | MoVimento 5 Stelle                                                           |                                     |
| Marianna Ricciardi                                   | MoVimento 5 Stelle                                                           |                                     |
| Gilda Sportiello                                     | MoVimento 5 Stelle                                                           |                                     |
|                                                      | Forza Italia - Berlusconi Presidente - PPE                                   | Stefano Benigni                     |
| Annarita Patriarca                                   | Forza Italia - Berlusconi Presidente - PPE                                   |                                     |
|                                                      | Azione-Popolari Europei Riformatori-Renew Europe                             | Elena Bonetti                       |
|                                                      | Noi moderati (Noi con l'Italia, Coraggio Italia, UdC, Italia al Centro)-MAIE | Michela Vittoria Brambilla          |
|                                                      | Italia Viva-Il Centro-Renew Europe                                           | Davide Faraone                      |